# Purcell (Oklahoma)
Pour les articles homonymes, voir Purcell.
La ville américaine de Purcell est le siège du comté de McClain, dans l’État d’Oklahoma. Lors du recensement de 2010, elle comptait 5 884 habitants. À noter qu’une partie de la ville s’étend sur le comté de Cleveland.

## Source
- (en) Cet article est partiellement ou en totalité issu de l’article de Wikipédia en anglais intitulé « Purcell, Oklahoma » (voir la liste des auteurs).